# Pałac Solliden
Pałac Solliden (szw. Sollidens Slott) – letnia rezydencja szwedzkiej rodziny królewskiej i zarazem prywatna własność króla Szwecji, Karola XVI Gustawa. Znajduje się na Olandii w pobliżu ruin zamku Borngholm. Rodzina królewska wykorzystuje pałac do Victoriadagen, corocznych obchodów urodzin następczyni tronu Szwecji, księżniczki koronnej, Wiktorii.

## Historia
Pałac Solliden powstał z inicjatywy królowej Wiktorii Badeńskiej, żony Gustawa V. Zainspirowała się ona willą San Michele na Capri, gdzie kilkakrotnie odwiedziła szwedzkiego lekarza, Aksela Munthe'a. Królowa – nękana problemami zdrowotnymi – szukała miejsca do odpoczynku w łagodnym klimacie Olandii. Architektem pałacu był Torben Grut, który zaprojektował go w 1906 roku. „Tu możesz odetchnąć” – miała powiedzieć królowa Wiktoria w czasie jednego z pierwszych pobytów w Solliden.
Po śmierci królowej Wiktorii pałacem zajął się jej mąż, Gustaw V, który postanowił udostępnić park zwiedzającym. Obecny król Szwecji, Karol XVI Gustaw, odziedziczył zamek po swoim pradziadku po jego śmierci w 1950 roku.
Co roku szwedzka rodzina królewska spędza lato w pałacu Solliden. Tam też 14 lipca świętowany jest Victoriadagen – dzień urodzin księżniczki koronnej (następczyni tronu) Szwecji, Wiktorii Bernadotte. Co roku, w okresie od maja do września, ogrody pałacu są otwarte dla zwiedzających.

## Galeria

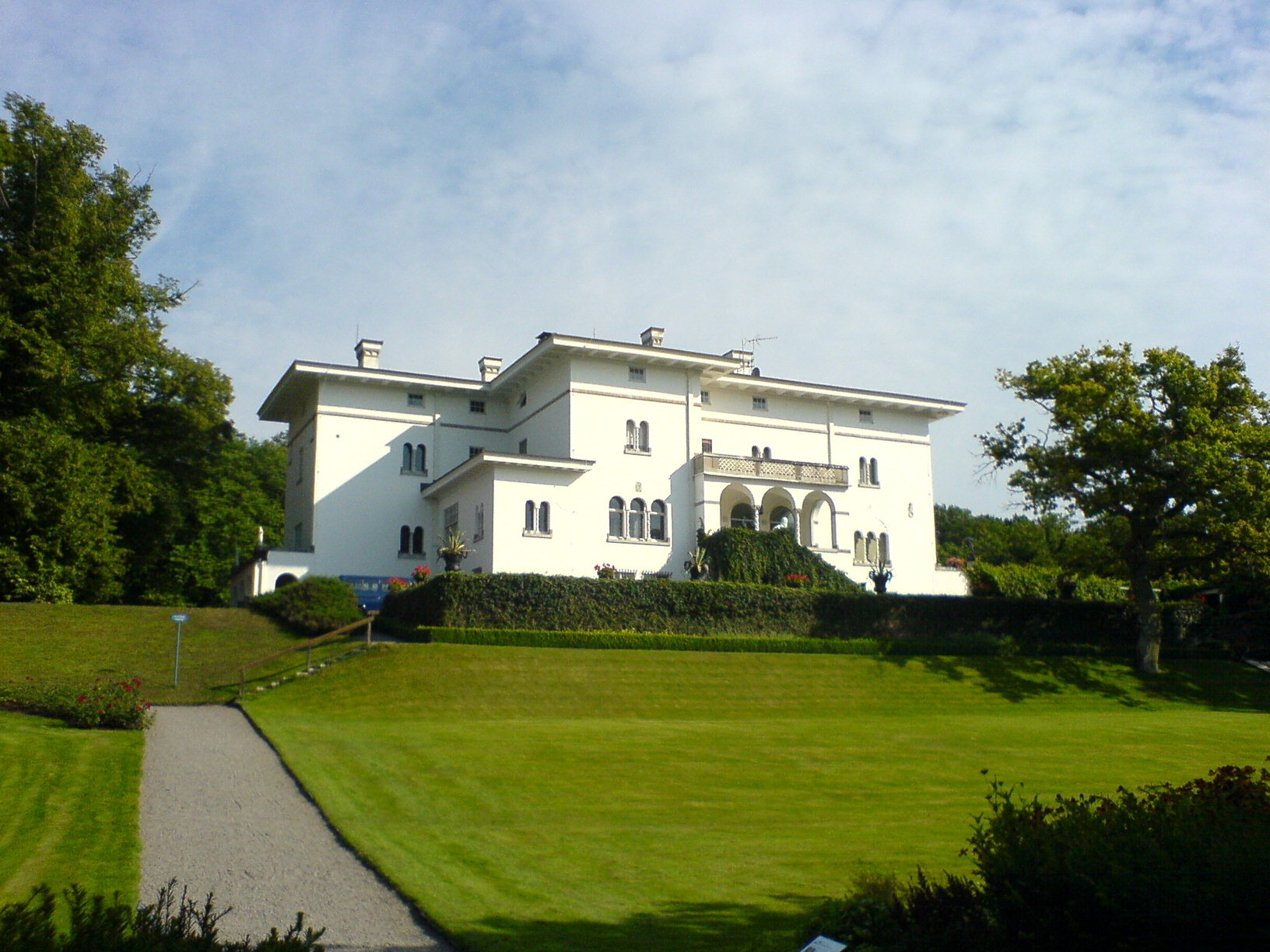
Widok frontowy na pałac
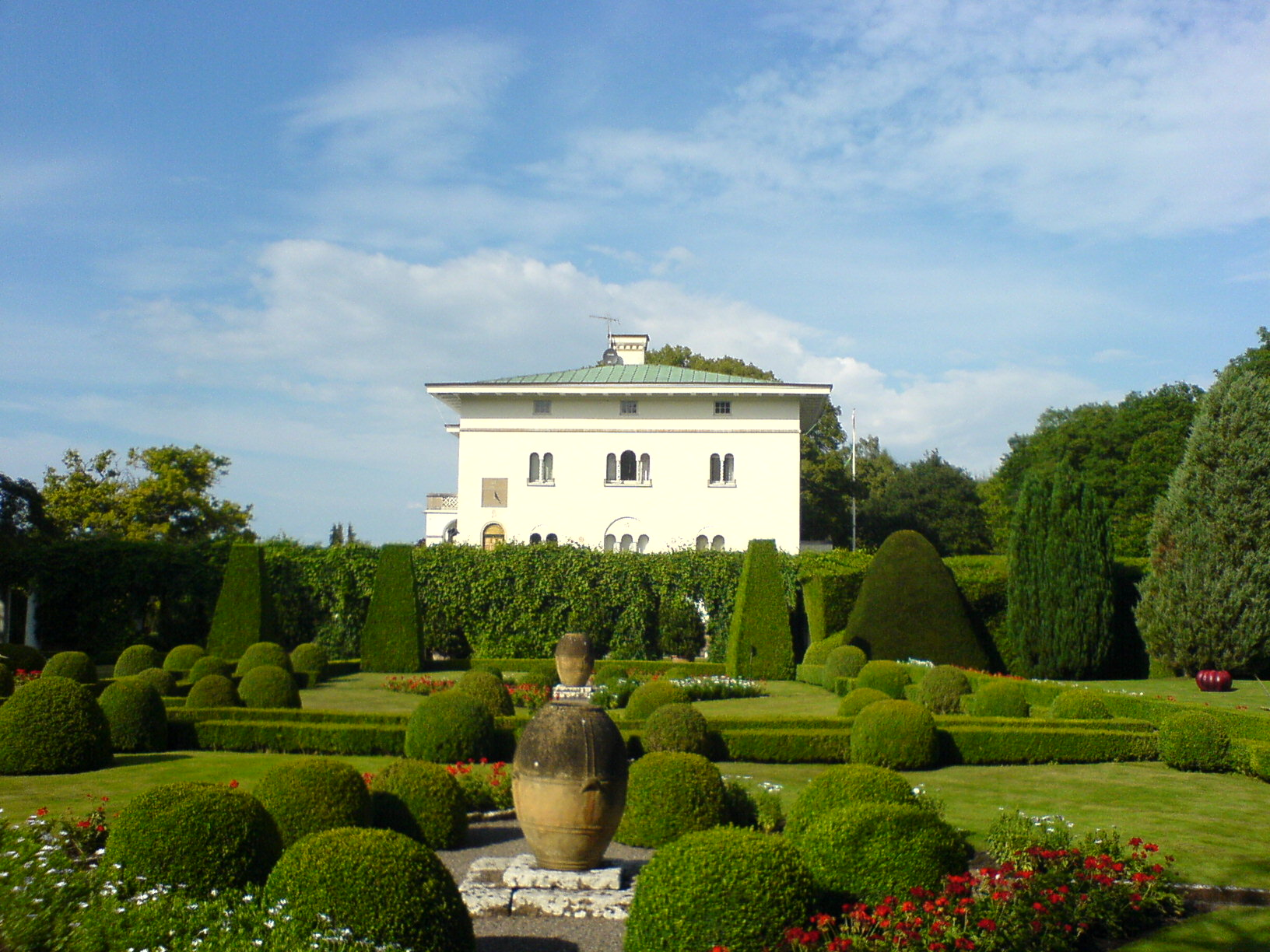
Widok z ogrodu włoskiego
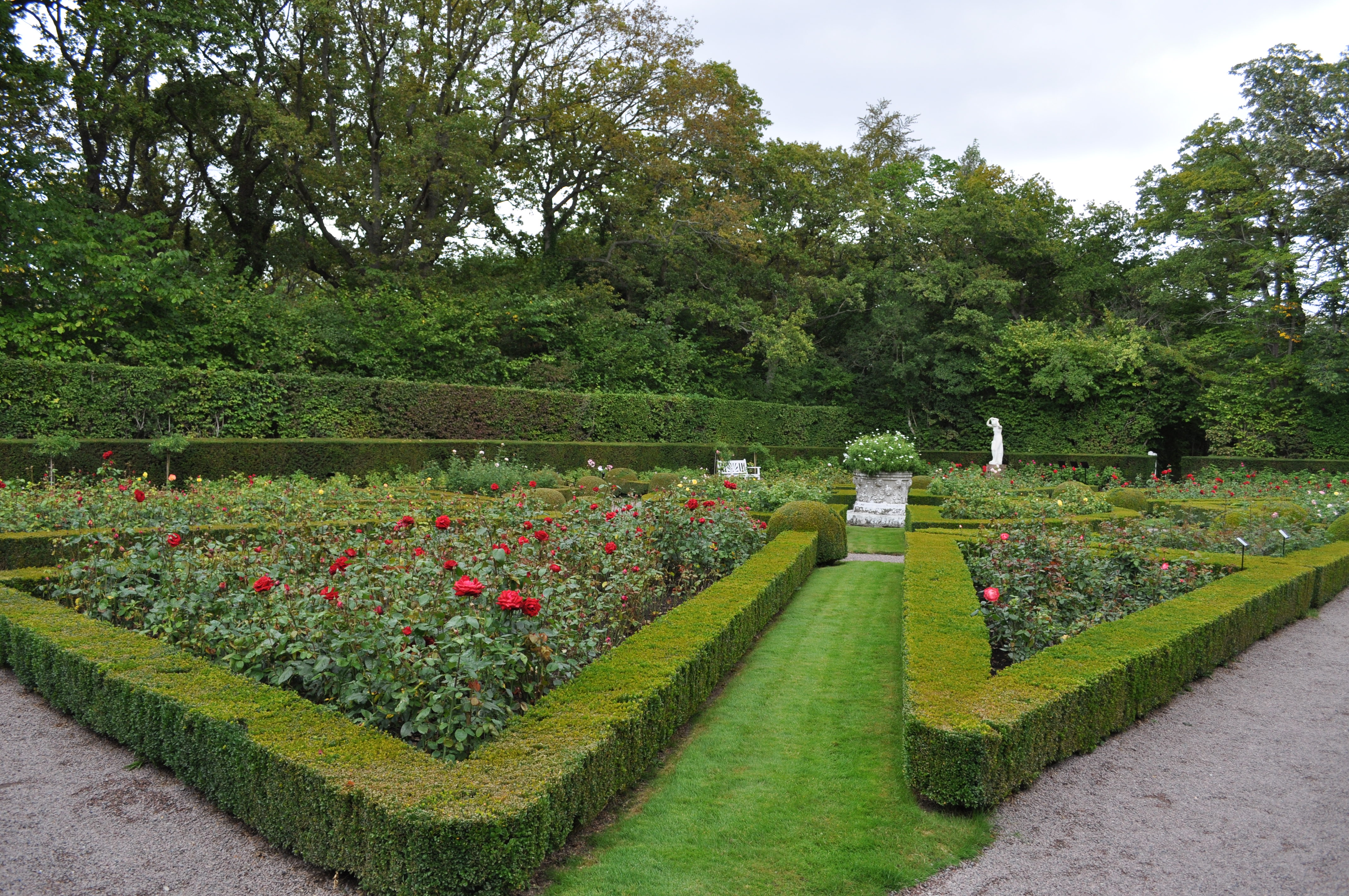
Ogród pałacu Solliden
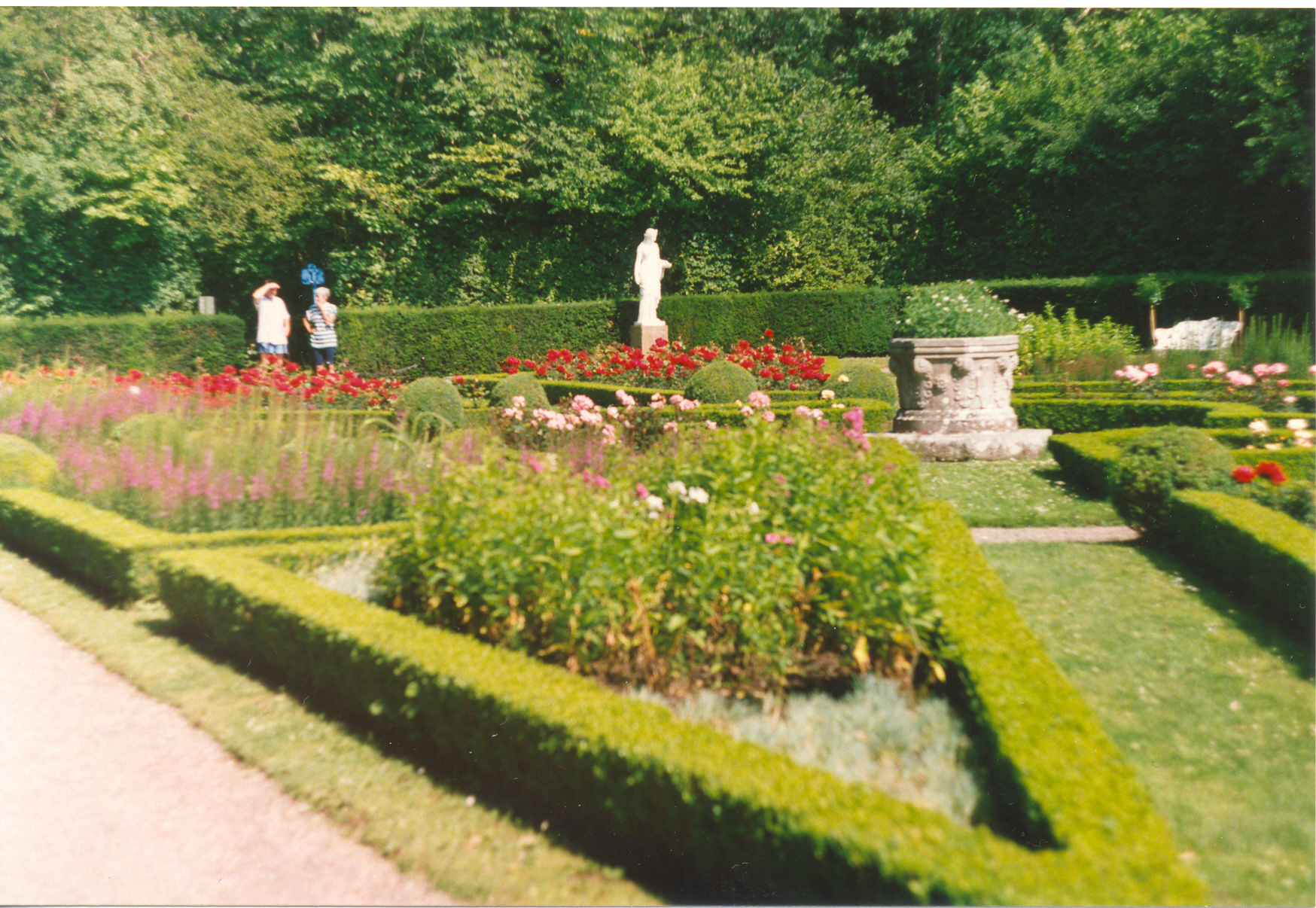
Slottsparken (park pałacowy)
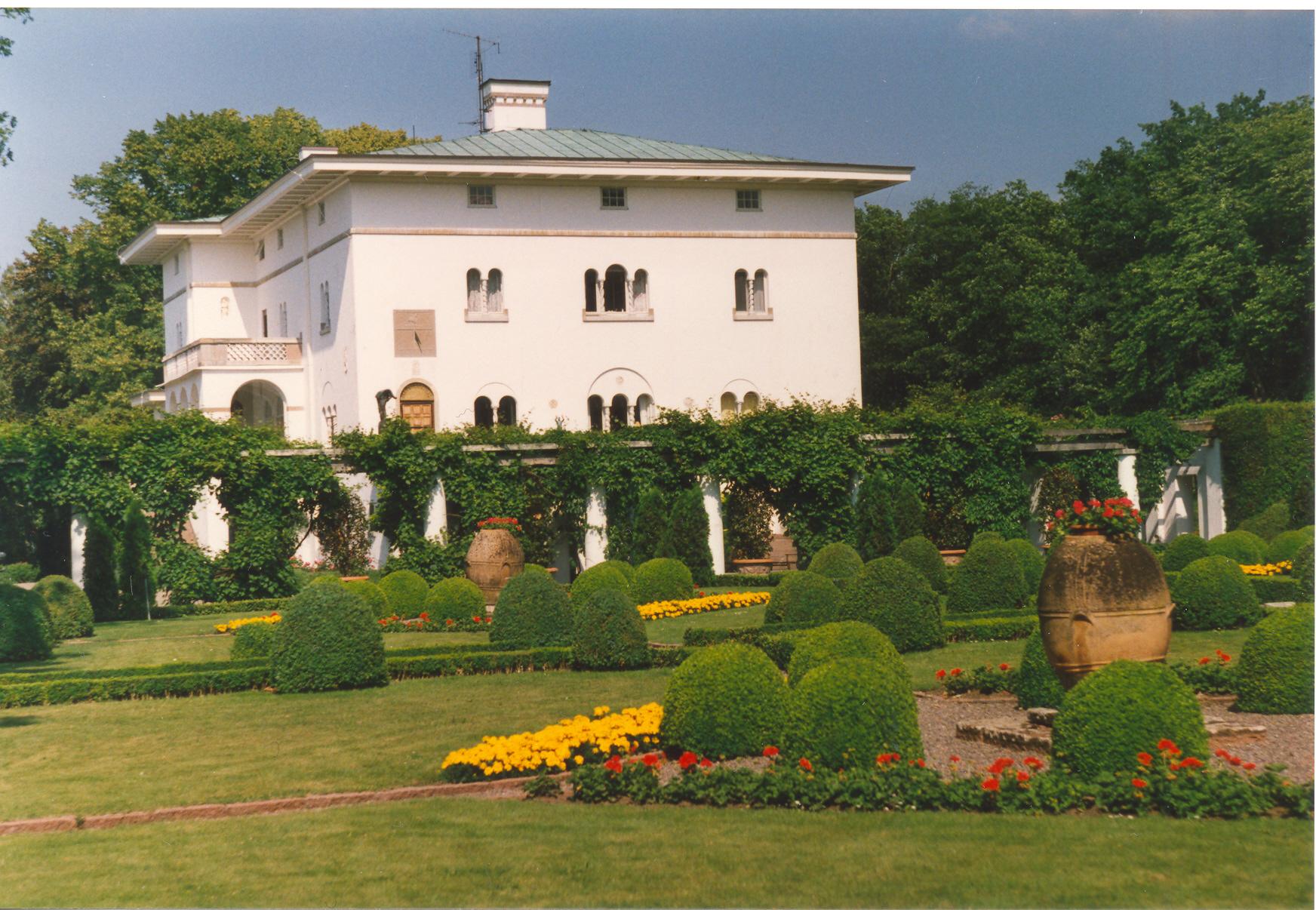
Widok z ogrodu
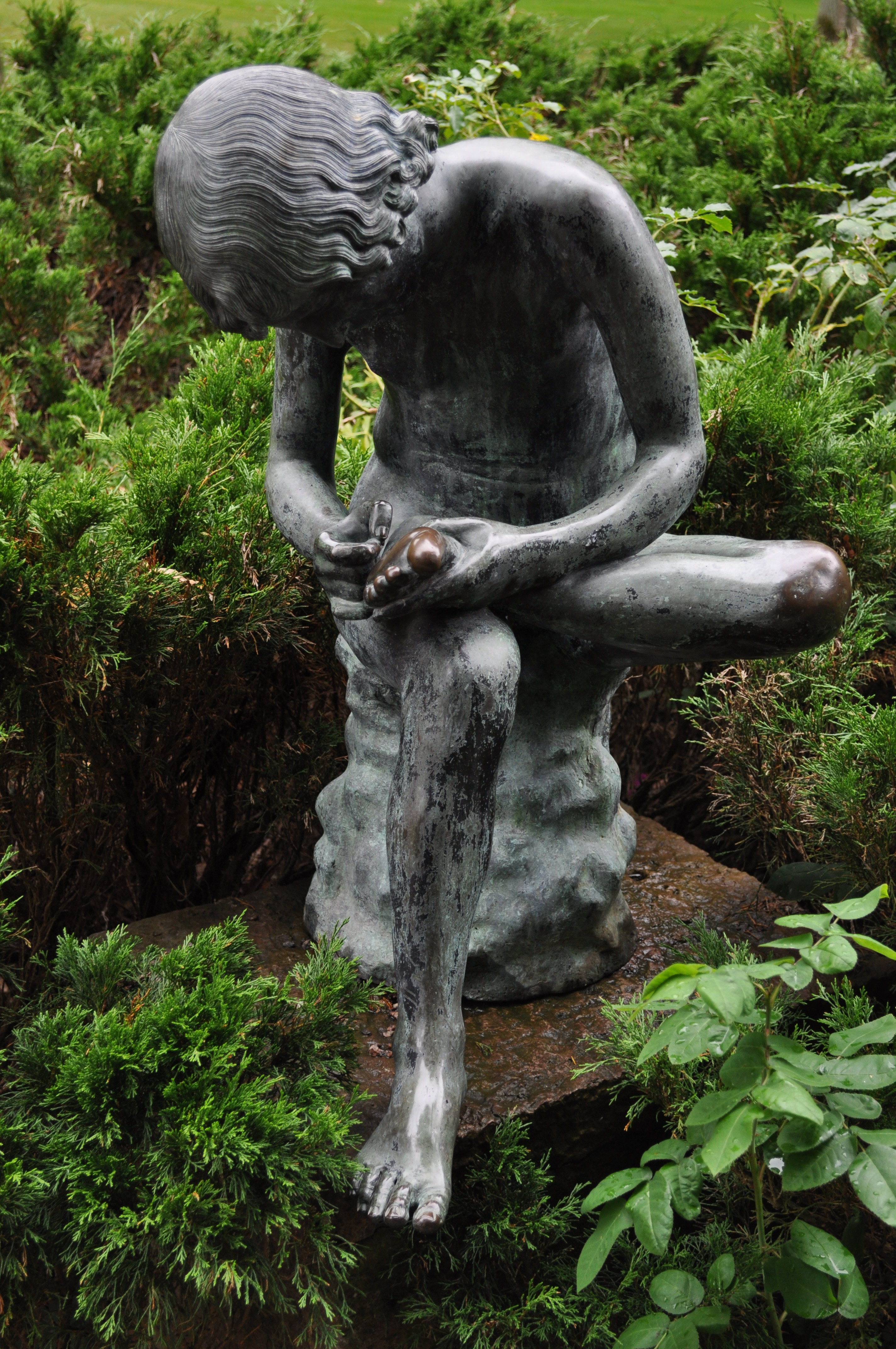
Pomnik chłopca
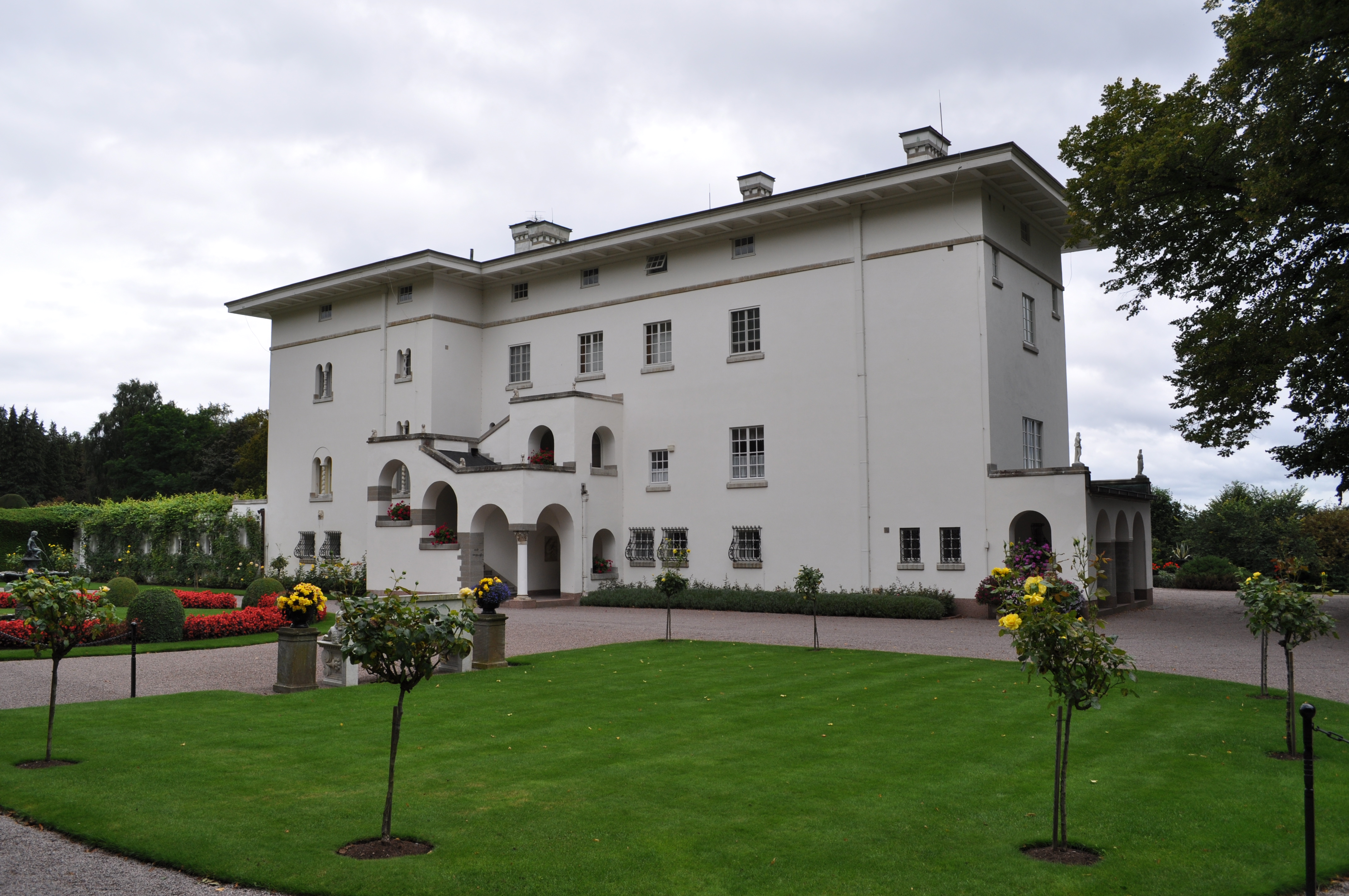
Widok pałacu ze wschodu
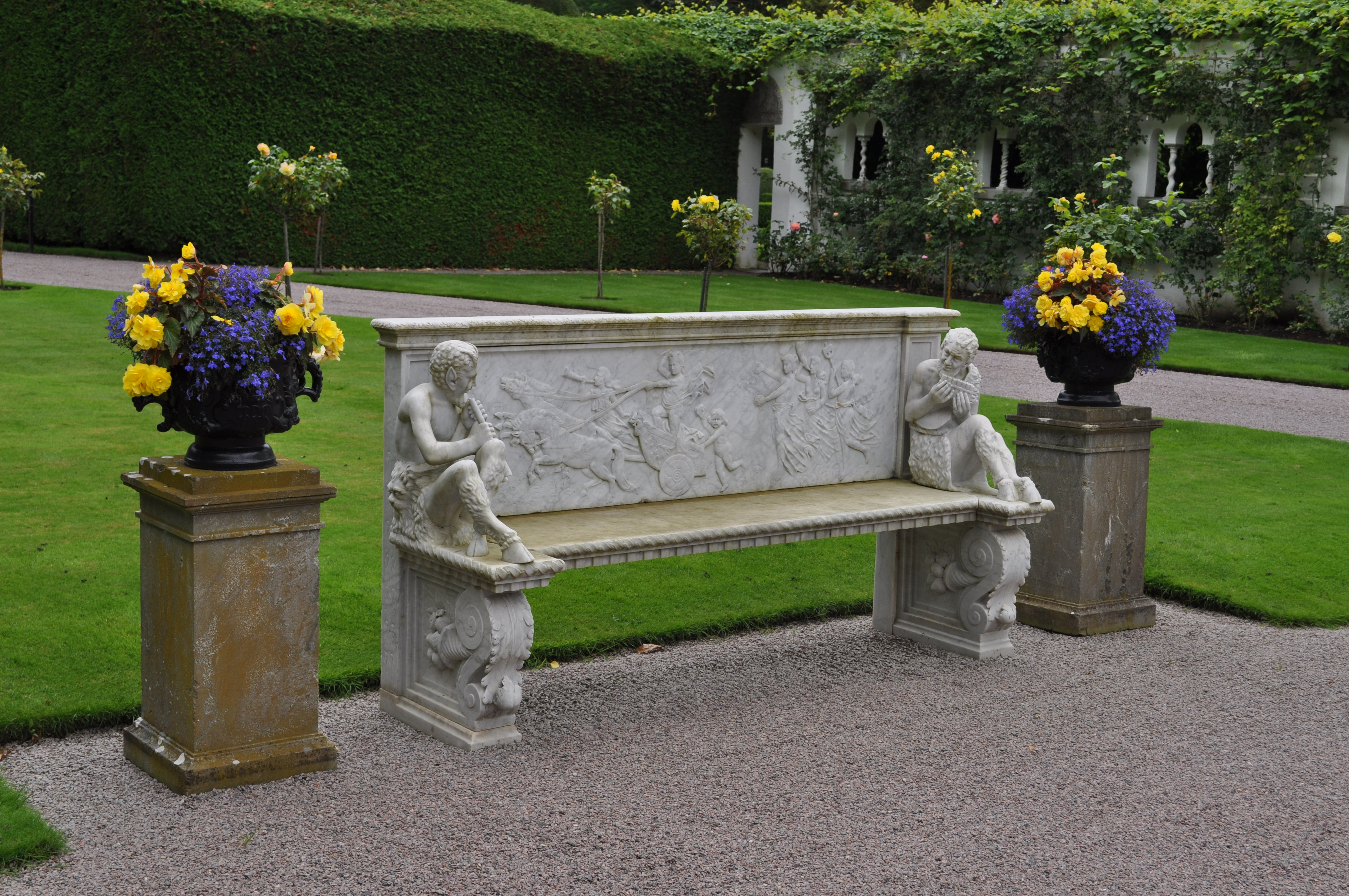
Ławka w ogrodzie
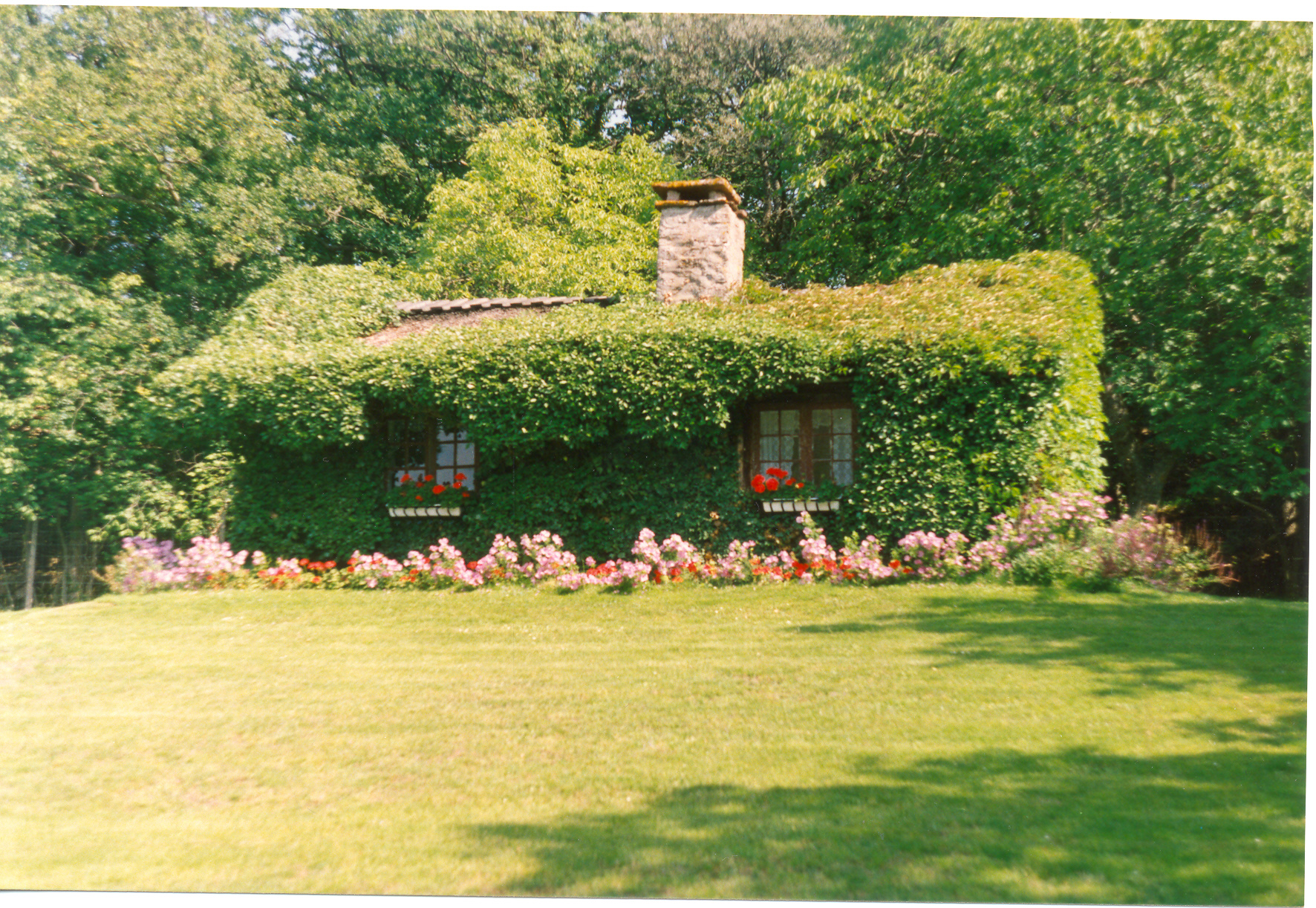
Domek w ogrodzie